# 観測 (花譜のアルバム)
『観測』（かんそく）は、花譜の 1st アルバムである。2019年9月11日にKAMITSUBAKI RECORDから『観測α (Aber das ist erst der Anfang.)』（かんそく アルファ）および『観測β (Ich habe kein gutes Gefühl dabei.)』（かんそく ベータ）の2形態で発売された。2019年10月18日にはデジタルアルバム『観測』としても配信されている。
また、本アルバムのRemix Albumである『観測γ』についても本項で述べる。

## 概要
花譜の2018年10月の活動開始からを総括する内容で、それまでにYouTube上で公開されていた初期の楽曲もアレンジ・ミックスを再構築しアップデートされて収録されている。最初の楽曲である「糸」、ミリオン曲である「心臓と絡繰」および「過去を喰らう」や、映画『ホットギミック ガールミーツボーイ』主題歌の「夜が降り止む前に」などが収録されている。アルバム発売の発表は2019年8月1日に東京、恵比寿のLIQUIDROOMで開催された『花譜 1st ONE-MAN LIVE「不可解」』にて行われた。初めはBOOTHを通しての販売で、現在はFINDME STOREを通じてD2Cで販売されている。
α/βとも収録曲は同じであるが、ジャケットイラストが『観測α』はイラストレーターPALOWによるもの、『観測β』はイラストレーターshironeによるものである。また製品には、CDのほかに写真集「透明」、ポエトリーCDとして音声劇「御伽噺」、アクリルキーホルダー、ポストカード、ステッカー、缶バッジ、アルバムについての寄稿文が同梱された。音声劇「御伽噺」、アクリルキーホルダー、ポストカード、ステッカー、缶バッジについてはα/βで異なっている。
タイトルの「観測」には、たくさんの人に観測してもらったことで花譜は花譜になった、という意味が込められている。最初のアルバムはこの言葉以外あり得ないと、運営やカンザキと話し合って決められた。また、花譜のファンネームである観測者にも関係している。

## 収録曲
全ての楽曲はカンザキイオリが作詞・作曲・編曲を行っている。ディレクターはGREAT3の片寄明人で、6–10、13–14曲目のボーカルディレクションは片寄が、2–5、11–12曲目のボーカルディレクションは +design の丹羽文基が手掛けている。レコーディング・エンジニアは2–5、8–9、11–12曲目を birdie house の齊藤裕也、6–7、10、13–14曲目を上條雄次が担当している。また、ミックスおよびマスタリング・エンジニアは duskline recording studio の南石聡巳が担当している。
| 全作詞・作曲・編曲: カンザキイオリ。 |                                       |                |                |       |
| #                                    | タイトル                              | 作詞           | 作曲・編曲     | 時間  |
| 1.                                   | 「確信 (Instrumental)」               | カンザキイオリ | カンザキイオリ | 03:12 |
| 2.                                   | 「糸」                                | カンザキイオリ | カンザキイオリ | 03:42 |
| 3.                                   | 「忘れてしまえ」                      | カンザキイオリ | カンザキイオリ | 03:57 |
| 4.                                   | 「心臓と絡繰」                        | カンザキイオリ | カンザキイオリ | 04:14 |
| 5.                                   | 「quiz」                              | カンザキイオリ | カンザキイオリ | 04:09 |
| 6.                                   | 「Re:HEROINES」                       | カンザキイオリ | カンザキイオリ | 03:29 |
| 7.                                   | 「夜行バスにて」                      | カンザキイオリ | カンザキイオリ | 04:10 |
| 8.                                   | 「未確認少女進行形」                  | カンザキイオリ | カンザキイオリ | 03:51 |
| 9.                                   | 「過去を喰らう」                      | カンザキイオリ | カンザキイオリ | 04:02 |
| 10.                                  | 「エリカ」                            | カンザキイオリ | カンザキイオリ | 03:33 |
| 11.                                  | 「雛鳥」                              | カンザキイオリ | カンザキイオリ | 04:22 |
| 12.                                  | 「夜が降り止む前に」                  | カンザキイオリ | カンザキイオリ | 03:33 |
| 13.                                  | 「不可解」                            | カンザキイオリ | カンザキイオリ | 04:40 |
| 14.                                  | 「そして花になる」                    | カンザキイオリ | カンザキイオリ | 04:25 |
| 15.                                  | 「The end of prologue(Instrumental)」 | カンザキイオリ | カンザキイオリ | 02:30 |
| 合計時間:                            | 合計時間:                             | 57:42          |                |       |

2曲目の「糸」は、花譜が最初に投稿したオリジナル楽曲である。iTunesのトップソングチャートのJ-POP3位、総合9位にランクインした。9曲目の「過去を喰らう」は、第1回VTuber楽曲大賞 楽曲部門第4位となった楽曲である。人間六度により小説化された。 12曲目の「夜が降り止む前に」は、映画『ホットギミック ガールミーツボーイ』の主題歌である。2019年6月28日にデジタルシングルとしてもリリースされていた。13曲目「不可解」は、第1回VTuber楽曲大賞 楽曲部門第3位となった楽曲である。

## 観測γ
『観測γ (Eine Schwalbe macht noch keinen Sommer!)』（かんそく ガンマ）は2019年12月25日に上記『観測』の15曲のうちインストゥルメンタルを除く13曲を、13名のアーティストがそれぞれリミックスした花譜のリミックス・アルバムである。参加アーティストは花譜が所属するKAMITSUBAKI STUDIOのGuiano、大沼パセリ、Misumi、samayuzameに加え、ピコン、春野、笹川真生、ポリスピカデリー、ろくろ、煮ル果実、ツミキ、傘村トータ、syudouである。2020年1月22日にはデジタルアルバム『観測γ』として各種音楽配信サービスで配信された

### 収録曲
| #         | タイトル                                | 作詞  | 作曲・編曲 | 時間  |
| --------- | --------------------------------------- | ----- | ---------- | ----- |
| 1.        | 「糸(大沼パセリ Remix)」                |       |            | 03:07 |
| 2.        | 「忘れてしまえ(ピコン Remix)」          |       |            | 03:55 |
| 3.        | 「心臓と絡繰(春野 Remix)」              |       |            | 03:37 |
| 4.        | 「quiz(笹川真生 Remix)」                |       |            | 03:16 |
| 5.        | 「Re:HEROINES(ポリスピカデリー Remix)」 |       |            | 03:21 |
| 6.        | 「夜行バスにて(ろくろ Remix)」          |       |            | 04:03 |
| 7.        | 「未確認少女進行形(煮ル果実 Remix)」    |       |            | 03:41 |
| 8.        | 「過去を喰らう(ツミキ Remix)」          |       |            | 03:35 |
| 9.        | 「エリカ(Guiano Remix)」                |       |            | 03:23 |
| 10.       | 「雛鳥(傘村トータ Remix)」              |       |            | 04:03 |
| 11.       | 「夜が降り止む前に(samayuzame Remix)」  |       |            | 03:15 |
| 12.       | 「不可解(Misumi Remix)」                |       |            | 04:39 |
| 13.       | 「そして花になる(syudou Remix)」        |       |            | 03:28 |
| 合計時間: | 合計時間:                               | 47:18 |            |       |